# Archie Thompson
Archibald Gerald "Archie" Thompson (Otorohanga, Új-Zéland, 1978. október 23. –) visszavonult ausztrál válogatott labdarúgó. Leghosszabb ideig a Melbourne Victory játékosa volt.
Leginkább arról ismert világszerte, hogy 2001-ben egy Amerikai Szamoa elleni, 31–0-ra megnyert mérkőzésen 13 gólt szerzett, ami a FIFA-mérkőzéseket tekintve világrekordot jelent.
Új-zélandi apától és pápuai anyától származik, három fiú- és két lánytestvére van.